# 夫たち、妻たち
『夫たち、妻たち』（Husbands and Wives）は、ウディ・アレン監督・脚本・主演による1992年のアメリカ映画である。

## キャスト
- ゲイブ・ロス - ウディ・アレン
- ジュディ・ロス - ミア・ファロー
- サリー - ジュディ・デイヴィス
- ジャック - シドニー・ポラック
- レイン - ジュリエット・ルイス
- マイケル - リーアム・ニーソン
- サム - リセット・アンソニー
- レインの母親 - ブライス・ダナー
- レインの分析医 - ロン・リフキン
- ディナーの招待客 - ノーラ・エフロン
- メル - フレッド・メラメッド（クレジットなし）

## 受賞・ノミネート
| 賞                           | 部門             | 候補                 | 結果       |
| ---------------------------- | ---------------- | -------------------- | ---------- |
| アカデミー賞                 | 助演女優賞       | ジュディ・デイヴィス | ノミネート |
| アカデミー賞                 | 脚本賞           | ウディ・アレン       | ノミネート |
| 全米映画批評家協会賞         | 助演女優賞       | ジュディ・デイヴィス | 受賞       |
| ロサンゼルス映画批評家協会賞 | 助演女優賞       | ジュディ・デイヴィス | 受賞       |
| ゴールデングローブ賞         | 助演女優賞       | ジュディ・デイヴィス | ノミネート |
| 英国アカデミー賞             | 主演女優賞       | ジュディ・デイヴィス | ノミネート |
| 英国アカデミー賞             | オリジナル脚本賞 | ウディ・アレン       | 受賞       |